# Anumeta
Anumeta là một chi bướm đêm thuộc họ Erebidae.

## Các loài
- Anumeta arax Fibiger, 1995
- Anumeta arabiae Wiltshire, 1961
- Anumeta arenosa Brandt, 1939
- Anumeta asiatica Wiltshire, 1961
- Anumeta atrosignata Walker, 1858
- Anumeta azelikoula Dumont, 1920
- Anumeta cashmiriensis (Hampson, 1894)
- Anumeta cestina (Staudinger, 1884)
- Anumeta cestis (Ménétriés, 1848)
- Anumeta ciliaria (Ménétriés, 1849)
- Anumeta comosa Dumont, 1920
- Anumeta dentistrigata (Staudinger, 1877)
- Anumeta eberti Wiltshire, 1961
- Anumeta fractistrigata (Alphéraky, 1882)
- Anumeta fricta (Christoph, 1893)
- Anumeta henkei (Staudinger, 1877)
- Anumeta hilgerti (Rothschild, 1909)
- Anumeta major Rothschild, 1913
- Anumeta palpangularis (Püngeler, 1901)
- Anumeta quatuor Berio, 1934
- Anumeta sabulosa Rothschild, 1913
- Anumeta spatzi Rothschild, 1915
- Anumeta spilota (Erschoff, 1874)
- Anumeta straminea (Bang-Haas, 1906)
- Anumeta surcoufi Dumont, 1920